# 480 kilomètres de Suzuka 1989
Navigation
Édition suivante
Les 480 kilomètres de Suzuka 1989, disputées le 8 avril 1989 sur le Circuit de Suzuka ont été la première manche du Championnat du monde des voitures de sport 1989.

## La course

### Classement de la course
Voici le classement officiel au terme de la course,.
- Les premiers de chaque catégorie du championnat du monde sont signalés par un fond jaune.
- Pour la colonne Pneus, il faut passer le curseur au-dessus du modèle pour connaître le manufacturier de pneumatiques.
- Les voitures ne réussissant pas à parcourir 75% de la distance du gagnant sont non classées (NC).

| Pos  | Classe | no  | Écurie                                                          | Pilotes                             | Châssis                            | Pneus | Tours | Temps                    |
| Pos  | Classe | no  | Écurie                                                          | Pilotes                             | Moteur                             | Pneus | Tours | Temps                    |
| ---- | ------ | --- | --------------------------------------------------------------- | ----------------------------------- | ---------------------------------- | ----- | ----- | ------------------------ |
| 1    | C1     | 61  | Team Sauber Mercedes                                            | Jean-Louis Schlesser Mauro Baldi    | Sauber C9                          | M     | 82    | 2 h 48 min 58 s 453      |
| 1    | C1     | 61  | Team Sauber Mercedes                                            | Jean-Louis Schlesser Mauro Baldi    | Mercedes-Benz M119 5.0L V8 Turbo   | M     | 82    | 2 h 48 min 58 s 453      |
| 2    | C1     | 62  | Team Sauber Mercedes                                            | Kenny Acheson                       | Sauber C9                          | M     | 82    | + 6 s 181                |
| 2    | C1     | 62  | Team Sauber Mercedes                                            | Kenny Acheson                       | Mercedes-Benz M119 5.0L V8 Turbo   | M     | 82    | + 6 s 181                |
| 3    | C1     | 7   | Joest Racing                                                    | Frank Jelinski Bob Wollek           | Porsche 962C                       | G     | 82    | + 53 s 682               |
| 3    | C1     | 7   | Joest Racing                                                    | Frank Jelinski Bob Wollek           | Porsche Type-935 3.0L Flat-6 Turbo | G     | 82    | + 53 s 682               |
| 4    | C1     | 23  | Nissan Motorsports International                                | Toshio Suzuki Kazuyoshi Hoshino     | Nissan R88C                        | D     | 81    | + 1 tour                 |
| 4    | C1     | 23  | Nissan Motorsports International                                | Toshio Suzuki Kazuyoshi Hoshino     | Nissan VRH30 3.0L V8 Turbo         | D     | 81    | + 1 tour                 |
| 5    | C1     | 2   | Silk Cut Jaguar                                                 | John Nielsen Andy Wallace           | Jaguar XJR-9                       | D     | 81    | + 1 tour                 |
| 5    | C1     | 2   | Silk Cut Jaguar                                                 | John Nielsen Andy Wallace           | Jaguar 7.0L V12 Atmo               | D     | 81    | + 1 tour                 |
| 6    | C1     | 36  | Toyota Team Tom's                                               | Paolo Barilla Hitoshi Ogawa         | Toyota 89C-V                       | B     | 81    | + 1 tour                 |
| 6    | C1     | 36  | Toyota Team Tom's                                               | Paolo Barilla Hitoshi Ogawa         | Toyota R32V 3.2L V8 Turbo          | B     | 81    | + 1 tour                 |
| 7    | C1     | 34  | Porsche Alméras Montpellier Advan Alpha Racing                  | Kunimitsu Takahashi Stanley Dickens | Porsche 962C                       | G     | 81    | + 1 tour                 |
| 7    | C1     | 34  | Porsche Alméras Montpellier Advan Alpha Racing                  | Kunimitsu Takahashi Stanley Dickens | Porsche Type-935 3.0L Flat-6 Turbo | G     | 81    | + 1 tour                 |
| 8    | C1     | 16  | Repsol Brun Motorsport                                          | Oscar Larrauri Maurizio Sandro Sala | Porsche 962C                       | Y     | 81    | + 1 tour                 |
| 8    | C1     | 16  | Repsol Brun Motorsport                                          | Oscar Larrauri Maurizio Sandro Sala | Porsche Type-935 3.0L Flat-6 Turbo | Y     | 81    | + 1 tour                 |
| 9    | C1     | 11  | Porsche Kremer Racing Leyton House Racing                       | Masanori Sekiya Hideki Okada        | Porsche 962CK6                     | Y     | 81    | + 1 tour                 |
| 9    | C1     | 11  | Porsche Kremer Racing Leyton House Racing                       | Masanori Sekiya Hideki Okada        | Porsche Type-935 3.2L Flat-6 Turbo | Y     | 81    | + 1 tour                 |
| 10   | C1     | 72  | Obermaier Primagaz FromA Racing                                 | Harald Grohs Akihiko Nakaya         | Porsche 962C                       | G     | 81    | + 1 tour                 |
| 10   | C1     | 72  | Obermaier Primagaz FromA Racing                                 | Harald Grohs Akihiko Nakaya         | Porsche Type-935 3.0L Flat-6 Turbo | G     | 81    | + 1 tour                 |
| 11   | C1     | 24  | Nissan Motorsports International                                | Masahiro Hasemi Anders Olofsson     | Nissan R88C                        | D     | 81    | + 1 tour                 |
| 11   | C1     | 24  | Nissan Motorsports International                                | Masahiro Hasemi Anders Olofsson     | Nissan VRH30 3.0L V8 Turbo         | D     | 81    | + 1 tour                 |
| 12   | C1     | 55  | Team Davey Omron Racing Team                                    | Vern Schuppan Eje Elgh              | Porsche 962C                       | D     | 80    | + 2 tours                |
| 12   | C1     | 55  | Team Davey Omron Racing Team                                    | Vern Schuppan Eje Elgh              | Porsche Type-935 3.0L Flat-6 Turbo | D     | 80    | + 2 tours                |
| 13   | C1     | 100 | Richard Lloyd Racing Trust Racing Team                          | Steven Andskär George Fouché        | Porsche 962C GTi                   | G     | 79    | + 3 tours                |
| 13   | C1     | 100 | Richard Lloyd Racing Trust Racing Team                          | Steven Andskär George Fouché        | Porsche Type-935 3.0L Flat-6 Turbo | G     | 79    | + 3 tours                |
| 14   | C1     | 13  | Courage Compétition                                             | Pascal Fabre Alessandro Santin (en) | Cougar C22S                        | G     | 79    | + 3 tours                |
| 14   | C1     | 13  | Courage Compétition                                             | Pascal Fabre Alessandro Santin (en) | Porsche Type-935 3.0L Flat-6 Turbo | G     | 79    | + 3 tours                |
| 15   | C1     | 17  | Dauer Racing (en)                                               | Jochen Dauer (de) Franz Konrad      | Porsche 962C                       | G     | 78    | + 4 tours                |
| 15   | C1     | 17  | Dauer Racing (en)                                               | Jochen Dauer (de) Franz Konrad      | Porsche Type-935 3.0L Flat-6 Turbo | G     | 78    | + 4 tours                |
| 16   | C1     | 40  | Swiss Team Salamin Advan Alpha Tomei                            | Kazou Mogi Kenji Takahashi          | Porsche 962C                       | G     | 78    | + 4 tours                |
| 16   | C1     | 40  | Swiss Team Salamin Advan Alpha Tomei                            | Kazou Mogi Kenji Takahashi          | Porsche Type-935 3.0L Flat-6 Turbo | G     | 78    | + 4 tours                |
| 17   | GTP    | 201 | Mazdaspeed                                                      | Takashi Yorino Tetsuya Ota (en)     | Mazda 767                          | D     | 77    | + 5 tours                |
| 17   | GTP    | 201 | Mazdaspeed                                                      | Takashi Yorino Tetsuya Ota (en)     | Mazda 13J 2.6L 4-Rotor             | D     | 77    | + 5 tours                |
| 18   | C1     | 6   | Repsol Brun Motorsport                                          | Walter Brun Jesús Pareja            | Porsche 962C                       | Y     | 77    | + 5 tours                |
| 18   | C1     | 6   | Repsol Brun Motorsport                                          | Walter Brun Jesús Pareja            | Porsche Type-935 3.0L Flat-6 Turbo | Y     | 77    | + 5 tours                |
| 19   | C1     | 14  | Richard Lloyd Racing                                            | Tiff Needell Derek Bell             | Porsche 962C GTi                   | G     | 76    | + 6 tours                |
| 19   | C1     | 14  | Richard Lloyd Racing                                            | Tiff Needell Derek Bell             | Porsche Type-935 3.0L Flat-6 Turbo | G     | 76    | + 6 tours                |
| 20   | C1     | 37  | Toyota Team Tom's                                               | Geoff Lees Johnny Dumfries          | Toyota 89C-V                       | B     | 75    | + 7 tours                |
| 20   | C1     | 37  | Toyota Team Tom's                                               | Geoff Lees Johnny Dumfries          | Toyota R32V 3.2L V8 Turbo          | B     | 75    | + 7 tours                |
| 21   | C1     | 85  | Nissan Motorsports International Cabin Racing Team with Le Mans | Takao Wada Akio Morimoto            | Nissan R88V                        | D     | 74    | + 8 tours                |
| 21   | C1     | 85  | Nissan Motorsports International Cabin Racing Team with Le Mans | Takao Wada Akio Morimoto            | Nissan VG30 3.0L V6 Turbo          | D     | 74    | + 8 tours                |
| 22   | C1     | 20  | Team Davey                                                      | Tim Lee-Davey Jürgen Barth          | Porsche 962C                       | D     | 71    | + 11 tours               |
| 22   | C1     | 20  | Team Davey                                                      | Tim Lee-Davey Jürgen Barth          | Porsche Type-935 3.0L Flat-6 Turbo | D     | 71    | + 11 tours               |
| 23   | C2     | 101 | Chamberlain Engineering                                         | Fermín Velez Nick Adams             | Spice SE86C                        | G     | 63    | + 19 tours               |
| 23   | C2     | 101 | Chamberlain Engineering                                         | Fermín Velez Nick Adams             | Hart 418T 1.8L I4 Turbo            | G     | 63    | + 19 tours               |
| 24   | C1     | 50  | Toyota Team Tom's SARD                                          | Roland Ratzenberger Keiichi Suzuki  | Toyota 89C-V                       | B     | 62    | + 20 tours               |
| 24   | C1     | 50  | Toyota Team Tom's SARD                                          | Roland Ratzenberger Keiichi Suzuki  | Toyota R32V 3.2L V8 Turbo          | B     | 62    | + 20 tours               |
| DSQ† | C2     | 108 | Roy Baker Racing                                                | John Sheldon Leif Lindström (sv)    | Tiga GC289                         | G     | 47    | Assistance au départ     |
| DSQ† | C2     | 108 | Roy Baker Racing                                                | John Sheldon Leif Lindström (sv)    | Ford Cosworth DFL 3.5L V8 Atmo     | G     | 47    | Assistance au départ     |
| Abd. | C1     | 1   | Silk Cut Jaguar                                                 | Jan Lammers Patrick Tambay          | Jaguar XJR-9                       | D     | 80    | Panne sèche              |
| Abd. | C1     | 1   | Silk Cut Jaguar                                                 | Jan Lammers Patrick Tambay          | Jaguar 7.0L V12 Atmo               | D     | 80    | Panne sèche              |
| Abd. | C1     | 22  | Spice Engineering                                               | Wayne Taylor Thorkild Thyrring      | Spice SE89C                        | G     | 32    | Problèmes éléectriques   |
| Abd. | C1     | 22  | Spice Engineering                                               | Wayne Taylor Thorkild Thyrring      | Ford Cosworth DFZ 3.5L V8 Atmo     | G     | 32    | Problèmes éléectriques   |
| Abd. | C1     | 5   | Repsol Brun Motorsport                                          | Harald Huysman Juha Varjosaari      | Porsche 962C                       | Y     | 23    | Accident                 |
| Abd. | C1     | 5   | Repsol Brun Motorsport                                          | Harald Huysman Juha Varjosaari      | Porsche Type-935 3.0L Flat-6 Turbo | Y     | 23    | Accident                 |
| Abd. | C1     | 10  | Porsche Kremer Racing                                           | Bruno Giacomelli Giovanni Lavaggi   | Porsche 962CK6                     | Y     | 16    | Moteur                   |
| Abd. | C1     | 10  | Porsche Kremer Racing                                           | Bruno Giacomelli Giovanni Lavaggi   | Porsche Type-935 3.0L Flat-6 Turbo | Y     | 16    | Moteur                   |
| Abd. | C1     | 8   | Joest Racing                                                    | Jean-Louis Ricci Claude Ballot-Léna | Porsche 962C                       | G     | 15    | Boite de vitesses        |
| Abd. | C1     | 8   | Joest Racing                                                    | Jean-Louis Ricci Claude Ballot-Léna | Porsche Type-935 3.0L Flat-6 Turbo | G     | 15    | Boite de vitesses        |
| Abd. | C2     | 107 | Tiga Racing Team                                                | Jari Nurminen (en) Luigi Taverna    | Tiga GC289                         | G     | 11    | Problèmes éléectriques   |
| Abd. | C2     | 107 | Tiga Racing Team                                                | Jari Nurminen (en) Luigi Taverna    | Ford Cosworth DFL 3.5L V8 Atmo     | G     | 11    | Problèmes éléectriques   |
| Abd. | C1     | 21  | Spice Engineering                                               | Eliseo Salazar Ray Bellm            | Spice SE89C                        | G     | 5     | Fuite d'eau              |
| Abd. | C1     | 21  | Spice Engineering                                               | Eliseo Salazar Ray Bellm            | Ford Cosworth DFZ 3.5L V8 Atmo     | G     | 5     | Fuite d'eau              |
| Abd. | GTP    | 202 | Mazdaspeed                                                      | Yoshimi Katayama Yojiro Terada      | Mazda 767B                         | D     | 4     | Boite de vitesses        |
| Abd. | GTP    | 202 | Mazdaspeed                                                      | Yoshimi Katayama Yojiro Terada      | Mazda 13J 2.6L 4-Rotor             | D     | 4     | Boite de vitesses        |
| Abd. | C2     | 103 | France Prototeam                                                | Almo Coppelli Bernard Thuner        | Spice SE88C                        | G     | 3     | Problèmes électriques    |
| Abd. | C2     | 103 | France Prototeam                                                | Almo Coppelli Bernard Thuner        | Ford Cosworth DFL 3.5L V8 Atmo     | G     | 3     | Problèmes électriques    |
| Np.  | C1     | 26  | France Prototeam                                                | Alain Ferté Henri Pescarolo         | Spice SE88C                        | G     | -     | Moteur durant le warm up |
| Np.  | C1     | 26  | France Prototeam                                                | Alain Ferté Henri Pescarolo         | Ford Cosworth DFZ 3.5L V8 Atmo     | G     | -     | Moteur durant le warm up |
| Nq.  | C1     | 29  | Mussato Action Car                                              | Franco Scapini Gianfranco Tacchino  | Lancia LC2                         | D     | -     | Problèmes électriques    |
| Nq.  | C1     | 29  | Mussato Action Car                                              | Franco Scapini Gianfranco Tacchino  | Ferrari 308C 3.0L V8 Turbo         | D     | -     | Problèmes électriques    |

† - La Tiga GC289 n°108 de l'écurie Roy Baker Racing a été disqualifié après la course pour avoir reçu de l'assistance au départ de la course.

## Pole position et record du tour
- Pole position :  Geoff Lees (#37 Toyota Team Tom's) en 1 min 50 s 635
- Meilleur tour en course :  Jan Lammers (#1 Silk Cut Jaguar) en 1 min 57 s 549

## À noter
- Longueur du circuit : 5,859 km
- Distance parcourue par les vainqueurs : 480,438 km